# Aéroport de Quaqtaq
L'aéroport de Quaqtaq (code IATA : YQC • code OACI : CYHA) est un aéroport situé au Québec, au Canada.

## Compagnies et destinations
| Compagnies | Destinations                                            |
| ---------- | ------------------------------------------------------- |
| Air Inuit  | Kangiqsujuaq, Kangirsuk, Kuujjuaq (Fort Chimo), Salluit |

Édité le 13/04/2025